# Oddný G. Harðardóttir
Oddný Guðbjörg Harðardóttir (født 9. april 1957 i Reykjavík) er en islandsk lærer og politiker fra det socialdemokratiske parti Alliancen. Hun er gruppeformand for Alliancen, og tidligere partiformand. Oddný var Islands finansminister 2011–2012.

## Opvækst og uddannelse
Oddný er født og opvokset i Reykjavík. Hun tog studentereksamen fra forberedelseskurset ved Kennaraháskóli Íslands (Islands Lærerhøjskole) i 1977, og blev uddannet folkeskolelærer smst. i 1980.

## Underviser
Hun arbejdede som folkeskolelærer 1980-85, og var derefter gymnasielærer i matematik ved den kombinerede erhvervsskole og gymnasium Fjölbrautaskóli Suðurnesja 1985-93 og gymnasiet i Akureyri 1993-94. I 1994 fik hun stillingen som vicerektor ved Fjölbrautaskóli Suðurnesji, hvor hun blev rektor i 2005. Ved siden af sin lærergerning fungerede hun som projektleder for Islands undervisningsministerium 2001-2003.
Oddný videreuddannede sig løbende og bestod et kursus i matematisk fagdidaktik for gymnasielærere ved Islands Universitet i 1991. I 2001 færdiggjorde hun en kandidatgrad i pædagogik og didaktik fra smst.

## Politisk karriere
I 2006 blev Oddný valgt til kommunalbestyrelsen i Garður kommune for lokallisten Nýrra tíma (Ny Tid). Hun var derefter kommunens borgmester frem til kort efter altingsvalget i 2009, hvor hvor hun blev valgt for Alliancen i Sydkredsen.
I løber af sin parlamentariske karriere har hun ad fire omgange været formand for sit partis altingsgruppe (2011–2012, 2012–2013, 2016 og siden 2017). Derudover var hun formand for Uddannelsesudvalget 2009-2010 og Forretningsudvalget 2010-2013.
I 2011-12 var hun finansminister i partifællen Jóhanna Sigurðardóttirs venstrefløjsregering, hvor hun afløstes af Katrín Júlíusdóttir. Under en omstrukturering af regeringen fungerede hun desuden kortvarigt som Erhvervsminister i september 2012.
Oddný blev valgt til formand for Alliancen på en ekstraordinær kongres 3.-4. juni 2016, der var indkaldt pga. dårlige meningsmålinger og vedvarende intern uro. Hun afløste Árni Páll Árnason, der oprindelig havde besluttet at genopstille, men trak sit kandidatur pga. manglende opbakning. Hun frasagde sig lederhvervet 31. oktober 2016, efter at hendes parti have lidt sit største valgnederlag nogensinde ved altingsvalget 2016, hvor det blot fik tre mandater. Hun afløstes som formand af den hidtidige næstformand Logi Már Einarsson.

## Internationale poster
Hun var medlem den islandske delegation til FNs generalforsamling 2011-12, og delegeret ved Vestnordisk Råd 2013-16. Siden 2017 har hun været en af de syv islandske repræsentanter i Nordisk Råd.

## Tillidshverv

### Formandsposter
- Félags stjórnenda í framhaldsskólum 2002–2003
- Skoleudvalget i Garður kommune 2006–2010

### Bestyrelsespposter
- Sambands iðnmenntaskóla (Erhvervsskolernes Forening) 1994–1999
- Samstarfsnefndar atvinnulífs og skóla (Erhvervslivet og Skolernes Samarbejdsudvalg) 1995–1998
- Kennarasambands Íslands (Islands Lærerforening) 2002–2003
- Sorpeyðingarstöð Suðurnesja (Suðurnes affaldsforbrænding) 2006–2009 (formand 2007–2008)
- Miðstöðvar símenntunar á Suðurnesjum (Suðurnes voksenuddanelsescenter) 2006–2009
- Nýsköpunarsjóðs námsmanna (Studenters Innovationsfond) 2007–2009
- Brunavarnir Suðurnesja 2008–2009 (Suðurnes brandvæsen)
- Sambands sveitarfélaga (Kommuneforeningen) 2013–2017
- Þingvallanefnd 2018- (Tingvalla-udvalget)

### Øvrige tillidshverv
- Medlem af Nordisk Ministerråds arbejdsgruppe for voksenundervisning 1997–1999
- Medlem af planlægningsudvalget for Keflavík Lufthavn 2007–2009
- Medlem af skolebestyrelsen for Fjölbrautaskóla Suðurnesja 2008–2009
- Medlem af Høringsudvalget vedrørende Fiskeriafgifter 2017-

## Familie
Oddný er datter af smeden Hörður Sumarliðason (1930-2012) og ekspedienten Agnes Ásta Guðmundsdóttir (1933-1982). Hun er gift med tidligere uddannelseschef Eiríkur Hermannsson (født 1951) og mor til to døtre, Ásta Björk (født 1984) og Inga Lilja (født 1986).